# スタジオ・ライブ
株式会社スタジオ・ライブは、日本のアニメ制作会社。制作協力などのクレジットでは「スタジオライブ」「スタジオ ライブ」と表記されることもある。また、スタジオの共同ペンネームとして「いんどり小屋」「マンドリルクラブ（まんどりるくらぶ）」があり、キャラクターデザインや設定協力としてクレジットされることがある。

## 概要・沿革
TCJ映画部（後のエイケン）の作画出身の芦田豊雄が虫プロダクションを経て1976年7月に「有限会社スタジオ・ライブ」として設立し、1994年12月に株式会社に改組した。設立当初は作画専門スタジオであったが、後にプリプロダクション（企画、キャラクターデザイン、演出、脚本）、制作元請にも関わるようになり、自社所属のアニメーターを各社へ出向の形で派遣している。
同社はアニメーターを中心に抱えた制作会社であり、仕上・撮影・制作担当のスタッフは在籍していない。従って、制作元請を行う場合は、他社との共同制作あるいはグロス出しで制作を行っている。
初期の参加作に『UFO戦士ダイアポロン』（エイケン）がある。その他、サンライズ、マッドハウス、スタジオコメット、葦プロダクション（一時期プロダクション リード）などの作品に多数参加している。
制作に参加したテレビアニメ『美少女戦士セーラームーン』の21話はアニメスタジオを舞台とし、登場するゲストキャラクターの松野裕美と只下和子の名前は、当時在籍していたスタジオ・ライブのメンバーの名前が元となっている。
1987年、本社を東京都練馬区江古田から同区平和台へ移転。2002年、本社を現在の東京都板橋区若木一丁目19番3号開進工業ビル2F-EASTへ移転。
2011年、初代社長であった芦田は病気療養のため社長の職を神志那弘志へ委譲し、会長に就任。同年7月23日に死去。現在、会長職は空席となっている。
2016年、ニコニコ生放送（ニコ生）の有料チャンネルとして「スタジオ・ライブ☆チャンネル」を設立。このチャンネルは2019年11月に終了したが、同年同月より定額制クラウドファンディングを利用し資金を得、ニコ生チャンネル時代に生まれたオリジナルキャラクターを使い同社初となる完全オリジナル作品を制作するという構想を公表している。

## 作品履歴
特記以外の作品は、スタジオライブ名義

### テレビアニメ
| 開始年 | 放送期間         | タイトル                        | 監督                    | 原作       | 備考                                                   |
| ------ | ---------------- | ------------------------------- | ----------------------- | ---------- | ------------------------------------------------------ |
| 2003年 | 4月 - 6月        | 成恵の世界                      | 芦田豊雄（総） 森田浩光 | 漫画       | アニメーション制作協力：イマジン、ビースタック         |
| 2004年 | 1月 - 6月        | 変身3部作                       | 高橋丈夫                | オリジナル | 共同制作・企画・原作：m.o.e.、IMAGIN                   |
| 2004年 | 10月 - 2005年1月 | グレネーダー 〜ほほえみの閃士〜 | 神志那弘志              | 漫画       | 共同制作：グループ・タック                             |
| 2006年 | 9月 - 11月       | BLACK BLOOD BROTHERS            | 吉川博明                | 小説       | 共同制作：グループ・タック、設定協力はいんどり小屋名義 |

### 劇場アニメ
| 公開年 | タイトル         | 監督     | 原作         | 備考                                                                                             |
| ------ | ---------------- | -------- | ------------ | ------------------------------------------------------------------------------------------------ |
| 1986年 | 強殖装甲ガイバー | 渡辺浩   | 漫画         | 共同制作：アニメイトフィルム                                                                     |
| 2017年 | ずんだホライずん | 竹内浩志 | キャラクター | 2016年度若手アニメーター育成プロジェクト「あにめたまご2017」参加作品、共同制作：SSS/ワオワールド |

### OVA
- AMON デビルマン黙示録（2000年）

### 作画担当作品
テレビアニメ
- まんが世界昔ばなし（1976年-1979年）
- ヤッターマン（1977年-1979年）
- まんが日本絵巻（1977年-1978年）
- サイボーグ009（1979年-1980年）
- メーテルリンクの青い鳥 チルチルミチルの冒険旅行（1980年）
- 宇宙戦艦ヤマトIII（1980年）
- ハイスクール!奇面組 （1986年-1987年）
- 赤ちゃんと僕 （1996年-1997年）
- 超魔神英雄伝ワタル （1997年）
- はじめの一歩 （2000年-2002年）
- フルーツバスケット （2001年）
- サイボーグ009 THE CYBORG SOLDIERS（2001年-2002年）
- 王ドロボウJING （2002年）
- アソボット戦記五九 （2003年）
- 真・女神転生Dチルドレン ライト&ダーク （2003年）
- おねがいマイメロディ （2005年）
- 舞-乙HiME （2005年）
- ケロロ軍曹 （2005年-2011年）
- ノエイン もうひとりの君へ （2005年-2006年）
- 桜蘭高校ホスト部 （2006年）
- アイドルマスター XENOGLOSSIA （2007年）
- D.Gray-man （2007年-2008年）
- スカイガールズ （2007年）
- スケッチブック 〜full color's〜 （2007年）
- ARIA The ORIGINATION （2008年）
- マクロスF （2008年）
- コードギアス 反逆のルルーシュR2 （2008年）
- ONE OUTS -ワンナウツ- （2008年）
- イナズマイレブン （2009年-2011年）
- ジュエルペット てぃんくる☆ （2010年-2011年）
- イナズマイレブンGO （2011年）
- にゃんぱいあ The Animation （2011年）
- あの日見た花の名前を僕達はまだ知らない。（2011年）

劇場アニメ
- ルパン三世_ルパンVS複製人間（1978年）
- チョロQダグラム（1983年）
- はだしのゲン（1983年）
- BIRTH（1984年）
- シティーハンター 愛と宿命のマグナム （1989年）
- 劇場版美少女戦士セーラームーンR（1993年）
- 新世紀エヴァンゲリオン劇場版 シト新生 （1997年）
- 名探偵コナン
  - 名探偵コナン 時計じかけの摩天楼 （1997年）
  - 名探偵コナン 14番目の標的 （1998年）
  - 名探偵コナン 世紀末の魔術師 （1999年）
  - 名探偵コナン 瞳の中の暗殺者 （2000年）
  - 名探偵コナン ベイカー街の亡霊 （2002年）
  - 名探偵コナン 迷宮の十字路 （2003年）
  - 名探偵コナン 銀翼の奇術師 （2004年）
  - マインド・ゲーム （2004年）
  - スチームボーイ （2004年）
  - 名探偵コナン 水平線上の陰謀 （2005年）

- 劇場版 魔法少女まどか☆マギカ
  - [前編] 始まりの物語（2012年）
  - [後編] 永遠の物語（2012年）

- HUNTER×HUNTER
  - 劇場版 HUNTER×HUNTER 緋色の幻影（2013年）
  - 劇場版 HUNTER×HUNTER -The LAST MISSION-（2013年）

- ドラゴンボールZ 神と神（2013年）
- 傷物語
  - I 鉄血篇〉（2016年）
  - III 冷血篇〉（2017年）

- 映画 プリキュアオールスターズF（2023年）

ゲーム
- 鉄甲旗艦アトラゴン（1995年2月24日、PC-9801） - 有限会社ウォーマシンと共同開発。
- 空想科学世界ガリバーボーイ（1995年5月26日、PCエンジン SUPER CD-ROM²） - 株式会社ハドソン（現在は株式会社コナミデジタルエンタテインメントに吸収）、株式会社レッドカンパニー（現・株式会社レッド・エンタテインメント）と共同開発。
- テイルズ オブ デスティニー2（2002年11月28日、PlayStation 2） - 株式会社ナムコ（現・株式会社バンダイナムコエンターテインメント）、株式会社日本テレネットと共同開発。

Webアニメ
- クレヨンしんちゃん
  - クレヨンしんちゃん外伝 エイリアン vs. しんのすけ（2016年）
  - クレヨンしんちゃん外伝 おもちゃウォーズ（2016年）
  - クレヨンしんちゃん外伝 家族連れ狼（2017年）

### 制作協力
テレビアニメ
- 野球狂の詩 （制作元請：日本アニメーション、発注元：土田プロダクション、各話制作協力、1977年-1979年）
- 美少女戦士セーラームーン（制作元請：東映アニメーション、制作協力、1992年-1997年）
- 名探偵コナン （制作元請：東京ムービー、各話制作協力、1996年-）
- 機動新世紀ガンダムX （制作元請：サンライズ、動画、1996年）
- るろうに剣心 -明治剣客浪漫譚-（制作元請：スタジオぎゃろっぷ、動画、1996年 - 1997年）
- ビーストウォーズII 超生命体トランスフォーマー（制作元請：葦プロダクション、動画、1998年-1999年）
- ビーストウォーズネオ 超生命体トランスフォーマー（制作元請：葦プロダクション、動画、1999年）
- HUNTER×HUNTER シリーズ
  - HUNTER×HUNTER（フジテレビ版）（制作元請：日本アニメーション、動画、2000年-2001年）
  - HUNTER×HUNTER（日本テレビ版） （制作元請：マッドハウス・スタジオディーン、制作協力、2011年） - 日本テレビ版では当時の代表取締役である神志那弘志が監督をつとめた。

- りぜるまいん （制作元請：マッドハウス・IMAGIN、制作協力、2002年）
- 変身3部作
  - 超変身コス∞プレイヤー
  - ヒットをねらえ!
  - LOVE♥LOVE?

- エリア88 （制作元請：グループ・タック、制作協力、2004年）
- 牙 -KIBA- （制作元請：マッドハウス、制作協力、2006年）
- 魔人探偵脳噛ネウロ （制作元請：マッドハウス、制作協力、2007年-2008年）
- 恋姫†無双 （制作元請：動画工房、制作協力、2008年）
  - 真・恋姫†無双 （2009年）
  - 真・恋姫†無双 〜乙女大乱〜 （2010年）

- 11eyes （制作元請：動画工房、制作協力、2009年）
- RAINBOW-二舎六房の七人- （制作元請：マッドハウス、制作協力、2010年）
- それいけ!アンパンマン（制作元請：トムス・エンタテインメント、動画、2017年）
- クレヨンしんちゃん（制作元請：シンエイ動画、動画、2017年）

劇場アニメ
- Dr.スランプ アラレちゃん んちゃ!ペンギン村より愛をこめて（制作元請：東映アニメーション、協力、1993年）

OVA
- 恐怖のバイオ人間 最終教師（制作元請：アニメイトフィルム・J.C.STAFF、制作協力、1988年）

Webアニメ
- iichiko story episode 2 「野の花は海へ」（制作元請：チップチューン、制作協力、2022年）

### その他
テレビアニメ
- 超獣機神ダンクーガ （キャラクターデザイン、1985年） - いんどり小屋名義。
- 機甲戦記ドラグナー （第27話以降のゲストキャラクターデザイン、1987年） - まんどりるくらぶ名義。
- 魔神英雄伝ワタル （ゲストキャラデザイン、1988年） - まんどりるくらぶ名義。
- アイドル伝説えり子 （キャラクターデザイン、1989年）
- 魔動王グランゾート （キャラクターデザイン、1989年）
- 伝説の勇者ダ・ガーン（デザイン協力、1992年）
- スターオーシャンEX （ゲストキャラクターデザイン、2001年）
- 冒険遊記プラスターワールド （設定協力、2003年-2004年）
- BLACK BLOOD BROTHERS （設定協力、2006年）※ いんどり小屋名義。
- Saint October （デザインワークス・各話原画・動画、2007年） - 本作のクレジットで、江夏由結以外の所属スタッフは全員、○の中にLの文字が入ったマークを使用し、エンディング原画等、下請けでの参加ではそのマークは使用されていない。
- 魔人探偵脳噛ネウロ （サブキャラクターデザイン、2007年-2008年）

劇場アニメ
- 強殖装甲ガイバー （キャラクターデザイン、1986年） - いんどり小屋名義

OVA
- アッセンブル・インサート （オープニングアニメーション、1989年）
- MINKY MOMO IN 旅だちの駅 （設定協力、1994年）

## 関連人物

### アニメーター・演出家
- 青木康浩
- 芦田豊雄
- 石井舞
- 石渡清美
- 井上英紀
- 井ノ上ユウ子（井上優子）
- 海老沢幸男
- 大島美和
- 岡真里子（岡真理子）
- 菅野利之
- 菊池愛
- 宮司好文
- 工藤誉寿治
- 倉田綾子
- 小泉初栄
- 神志那弘志

- 堺美和
- 諏訪可奈恵
- 高橋美香
- 竹内杏子
- 竹内浩志
- 竹下健一
- 只野和子（ただのかずこ、タダノカズコ）
- 近永健一
- 近永早苗
- とみながまり（富永真理）
- 中野繭子
- 長町英樹
- 西川秀明
- 西島克彦
- 西村聡
- 博多正寿

- 早川加寿子
- 林祐一郎
- 原将治
- 平山貴章
- 福士真由美
- 藤澤俊幸（藤沢俊幸）
- 松下浩美
- 宮田忠明
- 山内則康
- 山口真未
- 湯川純
- 吉川博明
- 吉田大輔
- 吉原正行
- 吉松孝博
- 渡辺敦子
- わたなべひろし（渡辺浩、渡辺ひろし）

### その他
- 江夏由結
- 酒井明雄（さかいあきお、現：イマジン代表取締役）